# Mareike Lindenmeyer
Mareike Lindenmeyer (* 12. Februar 1981 in Starnberg) ist eine deutsche Schauspielerin.

## Leben
Schon im Alter von elf Jahren wirkte Lindenmeyer für den Bayerischen Rundfunk bei Hörfunkproduktionen mit. Als zu einem Film-Casting aufgerufen wurde, beteiligte sie sich daran und erhielt eine Hauptrolle in Dominik Grafs Bittere Unschuld. Im Fernsehfilm Das unbezähmbare Herz verkörperte sie die Schwester der Hauptfigur, die sich das Leben nimmt. In dem Fernseh-Zweiteiler Im Namen des Herrn war Mareike Lindenmeyer an der Seite von Heiner Lauterbach und Jennifer Nitsch zu sehen. Einem breiten Fernsehpublikum wurde Lindenmeyer durch die Hauptrolle der Kira König in der ARD−Telenovela Sturm der Liebe bekannt, die sie von 2012 bis 2013 spielte.
Lindenmeyer studierte in den 2000er Jahren in München Theaterwissenschaften.

## Filmografie (Auswahl)
- 1999: Bittere Unschuld
- 2001: Mein Vater und andere Betrüger
- 2002: Bibi Blocksberg
- 2002: Mit Herz und Handschellen
- 2002: Abschnitt 40
- 2003: Beach Boys – Rette sich wer kann
- 2003: Verschwende deine Jugend
- 2003: Bei aller Liebe
- 2003: Sex Up – Jungs haben’s auch nicht leicht
- 2003: Im Namen des Herrn
- 2004: Im Zweifel für die Liebe
- 2004: Das unbezähmbare Herz
- 2004: Unser Pappa – Herzenswünsche
- 2005: Sitzriesen an Stehimbissen
- 2005: Sex Up – Ich könnt’ schon wieder
- 2005: In aller Freundschaft – Systemfehler
- 2006: Die Suche
- 2006: Das Geheimnis meines Vaters
- 2008: König Drosselbart
- 2009: Rosamunde Pilcher: Liebe gegen den Rest der Welt
- 2010: Picco
- 2010: Inga Lindström: Millionäre küsst man nicht
- 2012: Rat mal, wer zur Hochzeit kommt
- 2012–2013[3]: Sturm der Liebe
- 2015–2021: Um Himmels Willen